# TV Morada do Sol
TV Morada do Sol é uma emissora de televisão brasileira sediada em Araraquara, cidade do estado de São Paulo. Opera no canal 20 UHF digital e é afiliada à TV Brasil e a TV Rio Preto. Pertence ao Sistema de Comunicação Roberto Montoro.

## História
No dia 29 de agosto de 2015, os ministros Edinho Silva, então presidente da Secretaria de Comunicação Social, e Ricardo Berzoini, então presidente do Ministério das Comunicações participaram da assinatura da concessão da TV Morada do Sol, em Araraquara. O evento contou com a presença de diversos profissionais da comunicação e autoridades políticas de Araraquara e região. Após a assinatura oficial de lançamento, teve início uma palestra com o ministro Ricardo Berzoini, que falou sobre a mudança do sinal analógico para o digital, radiodifusão e a importância da TV educativa para a disseminação de conteúdo de qualidade. A nova emissora, agora de caráter educativo, pertence à Fundação Raphael Montoro e retransmite a programação da TV Brasil para as cidades Araraquara e Américo Brasiliense. A produção de conteúdo é feita em parceria com o Centro Universitário de Araraquara, a Uniara.

## Retransmissoras
- Altair - 43 UHF digital
- Américo Brasiliense - 8 UHF digital
- Bady Bassitt - 43 UHF digital
- Boa Esperança do Sul - 20 UHF digital
- Cedral - 43 UHF digital
- Dumont - 26 UHF digital
- Guapiaçu - 43 UHF digital
- Ipiguá - 43 UHF digital
- Jardinópolis - 26 UHF digital
- Mirassol - 43 UHF digital
- Nova Aliança - 43 UHF digital
- Onda Verde - 43 UHF digital
- Ribeirão Preto - 26 UHF digital
- São José do Rio Preto - 43 UHF digital
- Serrana - 26 UHF digital